# Verbascum ikaricum
Verbascum ikaricum är en flenörtsväxtart som beskrevs av Svante Samuel Murbeck. Verbascum ikaricum ingår i släktet kungsljus, och familjen flenörtsväxter. Inga underarter finns listade i Catalogue of Life.